# Mercedes-Benz CLC-Клас
Mercedes-Benz CLC-Клас — автомобілі, що виробляються компанією Mercedes-Benz з 2008 року.

## Опис

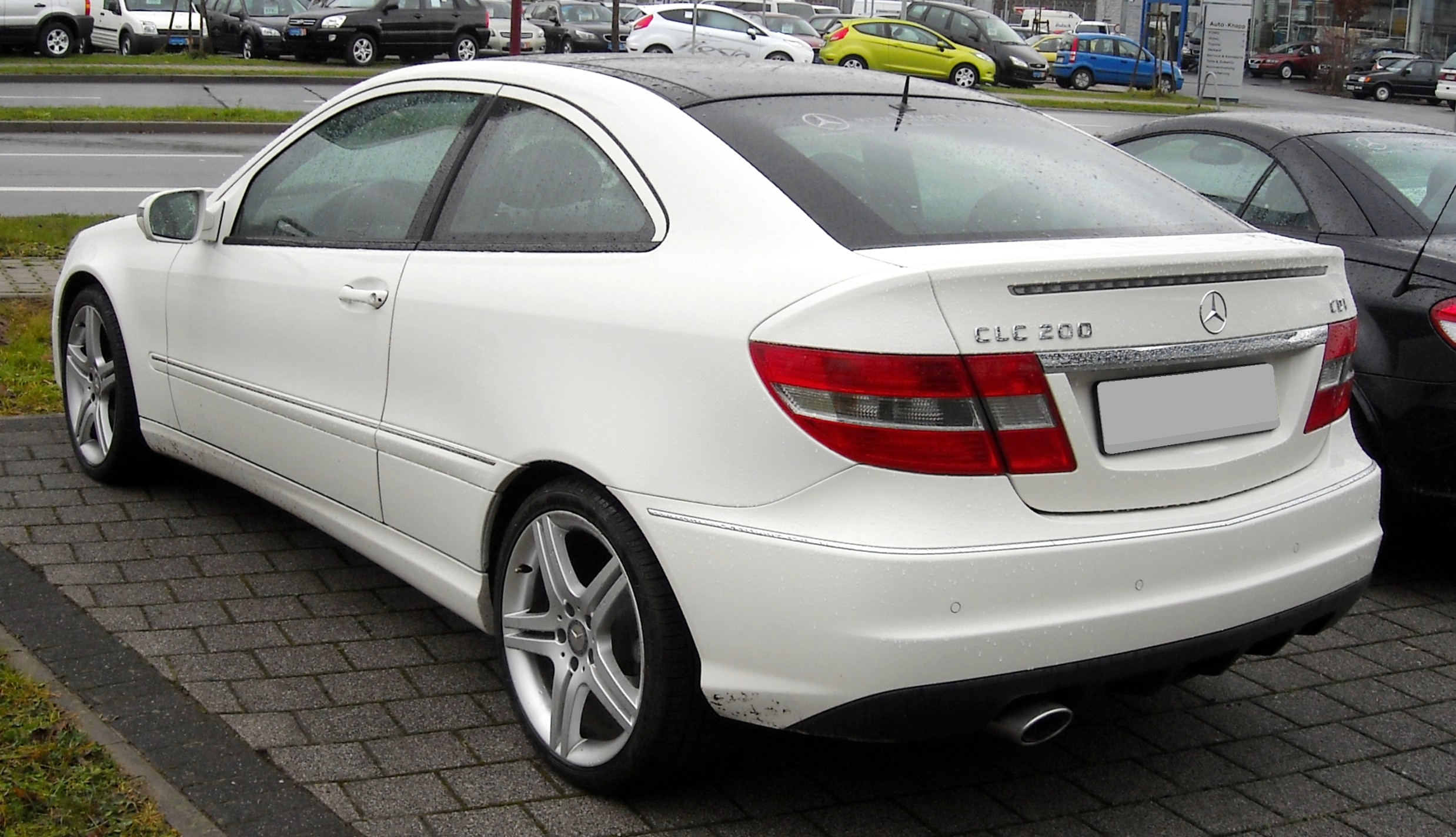
Mercedes-Benz CLC 200

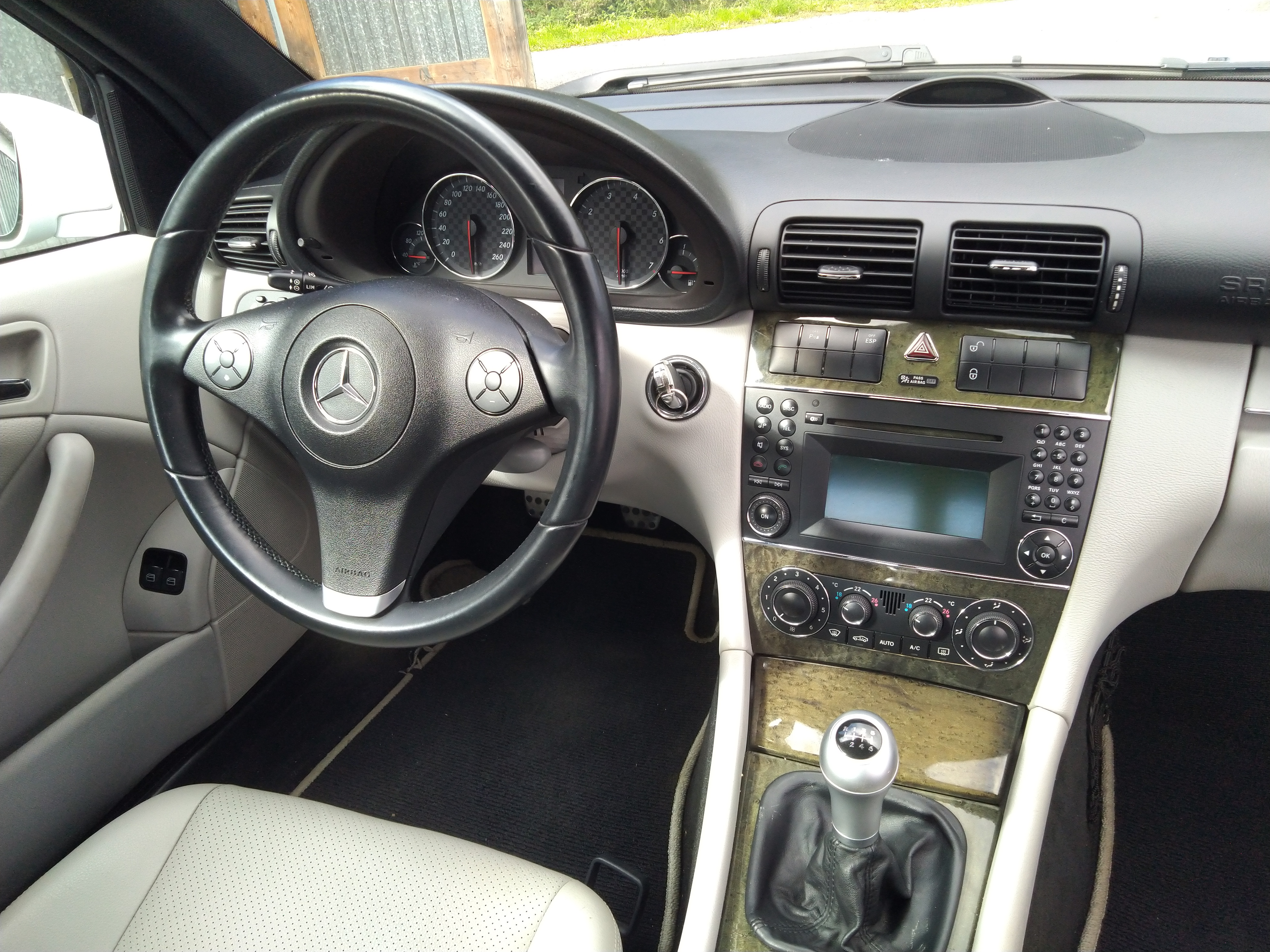

Автомобіль є ідеологічним наступником C-клас Sport Coupe. 
Новинка побудована на платформі C-класу W203, однак за словами представників німецької марки, купе CLC отримало понад тисячу модернізованих або абсолютно нових деталей, що відрізняють автомобіль від колишньої моделі. Для автомобіля можна замовити спортивний пакет, в який входить 18-дюймові легкосплавні колісні диски, занижена підвіска, «тоновані» фари головного світла, алюмінієві вставки в інтер'єрі і новий механізм рульового управління, що робить реакції машини на кермо точніше і "гостріше". 
CLC вироблялась на заводі Жуіс-ді-Фора в Бразилії, недалеко від державного кордону з Ріо-де-Жанейро.
Зовнішній вигляд трьохдверного купе був запозичений у Mercedes-Benz W204, незважаючи на те, що платформою для нього послужила модель W203. Зокрема це стосується передньої і задньої частин кузова. Двері, дах і задні крила, виконані з листового металу, були запозичені у варіації C-класу в кузові Sport Coupe. Зміни елементів конструкції призвели до подовження кузова автомобіля до 4448 мм - для порівняння довжина попередньої моделі становила 4343 мм. Проте, завдяки компактним розмірам і енергійним лініям носової частини, автомобіль отримав більш спортивний та агресивний зовнішній вигляд. У модель встановили радіатор з інтегрованим великим логотипом компанії. Задні ліхтарі, довгий ряд світлодіодів, з яких складається третя гальмівна фара, а також задній бампер розділяють задню частину і підкреслюють її ширину. 
Стандартна комплектація CLC вражає. Всі моделі - навіть базові SE - добре укомплектовані 16-дюймовими легкосплавними колесами, автоматичними фарами, багатофункціональним рульовим колесом, клімат-контролем, електричними вікнами й електричними дзеркалами. Спортивна обробка додає: шкіряні сидіння, 18-дюймові легкосплавні колісні диски, систему ESP, адаптивні подушки безпеки для водія і переднього пасажира, зовнішні дзеркала з електрорегулюванням і підігрівом, датчик зовнішньої температури, омивач фар, передні склопідйомники, натягувач і обмежувач ременя безпеки для водія, переднього пасажира і задніх пасажирів, автоматичний клімат-контроль THERMATIC, трехспицевое багатофункціональне рульове колесо з вісьмома кнопками, протитуманні фари, галогенові проєкційні фари дальнього світла і багато іншого. 
У 2011 році припинено виробництво CLC-класу. 
У 2012 році на його заміну прийшов Mercedes-Benz C-класу купе.

## Двигуни
Бензинові:
- 1.6 L M271 I4
- 1.8 L M271 I4 Kompressor
- 2.5 L M272 V6
- 3.5 L M272 V6

Дизельні:
- 2.1 L OM646 I4